# Euphorbia subhastata
Espèce
Classification phylogénétique
Euphorbia subhastata est une espèce de plantes à fleurs de la famille des Euphorbiaceae.
Répertoriée en 1862 par les botanistes Roberto de Visiani et Josif Pančić, elle est aujourd'hui parfois considérée comme une variété d’Euphorbia agraria.
On la rencontre par exemple dans les monts Tara, en Serbie.